# Martin Henriksson
Martin Henriksson, född 30 oktober 1974, är en svensk basist, gitarrist och låtskrivare. Henriksson var medlem i melodisk death metal-bandet Dark Tranquillity sedan starten 1989 til 2016. Fram till 1998 spelade han bas men då rekryterades Michael Nicklasson som basist och Henriksson blev en av bandets två gitarrister, tillsammans med Niklas Sundin. Han sto också bakom mycket av låtmaterialet i Dark Tranquillity, ofta tillsammans med en eller flera av de andra medlemmarna.

## Diskografi med Dark Tranquillity
- Skydancer (1993)
- The Gallery (1995)
- The Mind's I (1997)
- Projector (1999)
- Haven (2000)
- Damage Done (2002)
- Exposures: In Retrospect And Denial (2004)
- Character (2005)
- Fiction (2007)
- We Are the Void (2010)
- Construct (2013)